# Fjällsjön (Sandhults socken, Västergötland)
Fjällsjön är en sjö i Borås kommun i Västergötland och ingår i Rolfsåns huvudavrinningsområde.